# Maurice Matieu
Pour les articles homonymes, voir Maurice Mathieu et Mathieu.
Maurice Matieu (né Maurice Mathieu en 1934 à Paris et mort en 2017 à Saint-Denis-le-Gast) est un artiste peintre, auteur de plusieurs livres et éditeur.

## Biographie
Alors que, dès ses vingt ans, il entame une carrière de mathématicien au Collège de France dans l’équipe de Francis Perrin, puis à la Faculté des Sciences de Jussieu, la guerre d’Algérie provoque une rupture dans son engagement professionnel qui l’amène à sortir de la carrière universitaire. Sans renoncer à la discipline mathématique, il fait le choix de la peinture dès 1959 et fait sa première exposition à la Galerie Maeght en 1965, Cinq peintres et un sculpteur, à laquelle Alain Badiou consacre un texte paru dans la revue Derrière le miroir (no 150, éd. Maeght). Depuis cette date, il a fait des expositions personnelles et collectives, en France et à l’étranger, et édité ou écrit plusieurs ouvrages. Il travaillait et habitait en Normandie où il est décédé le 17 juin 2017, à Saint-Denis-le-Gast.

## Peinture et politique

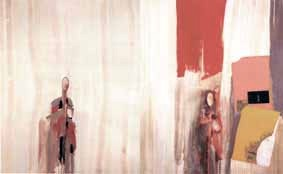
Maurice Matieu - L'impossibilité de peindre la guerre

Dans la suite de Mai-68, Maurice Matieu a voulu inscrire sa pratique de peintre dans une remise en cause des formes d’élaboration et de diffusion des œuvres. Avec des artistes du Salon de la jeune peinture et du Front des artistes plasticiens, il a participé à la contestation de l’exposition Douze ans d’art contemporain en France ou Expo-Pompidou (1972),. Il a contribué à la création du Collectif antifasciste au sein du Salon de la jeune peinture en 1975 et a milité avec ses membres, en 1976 /1977, pour que le Centre Pompidou (en préfiguration) inclue une commission autonome d’artistes,.
Il s’est associé à des collectifs de peintres et de plasticiens réunis pour des interventions politiques, occasion de réfléchir en commun à la forme d’expression d’un slogan, d’un mot d’ordre, ou d’une revendication. Des banderoles de grande taille sont ainsi réalisées pour des manifestations, en soutien aux ouvriers de Lip, pour le 1er mai 1975 et le Vietnam et plus tard pour soutenir le syndicat polonais Solidarność.
Ces pratiques artistiques sont aussi des réactions à des évènements politiques comme le coup d'État du 11 septembre 1973 au Chili ou la mort de Pierre Overney, militant maoïste, le 25 février 1972. Elles donnent lieu à des œuvres collectives, comme l'affiche Tramoni, flic du patronat, réalisé par Maurice Matieu et Claude Yvel, ou individuelles, comme le tableau de Matieu L'enterrement d'Overney, propriété de la CFDT et exposé au centre de formation syndicale du Domaine de Bierville.
En 1999, Maurice Matieu participe à un voyage collectif en Irak dans le cadre de l’Amitié franco-irakienne, en soutien au peuple irakien après la guerre du Golfe, avant d’y retourner à titre personnel en mai 2000 pour l’organisation de l’exposition Artistes contemporains irakiens dont il assure le commissariat à l’Institut du monde arabe (Paris, 4 juillet 2000 - septembre 2000). Ce voyage le confronte à nouveau au thème, politique par essence, de la guerre, récurrent dans son œuvre, avec notamment des tableaux sur la guerre du Viêt-Nam, ou sur le massacre de Sabra et Chatila. Maurice Matieu a consacré en 1966 et 1967 une série à l'Impossibilité de peindre la guerre.
La figure politique de Robespierre est au centre d'un projet lié au bicentenaire de la Révolution française visant à célébrer la fondation de la République et 1793, initié par Gilles Aillaud et Maurice Matieu. Ce projet, qui devait réunir dramaturges, écrivains, peintres et sculpteurs, philosophes et juristes n’aboutit pas. En sont issus toutefois, en 1996, la pièce de théâtre Le masque de Robespierre, de Gilles Aillaud, et l’exposition Rêver à Robespierre, de Maurice Matieu, la même année, une série de tableaux inspirés notamment par la découverte du moulage du visage de Robespierre par Vivant Denon, et plus lointainement, en 2009, Les onze, de Pierre Michon.

Maurice Matieu : Rêver à Robespierre
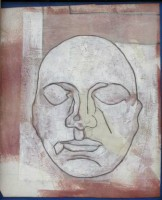
Le prix d'un homme 2
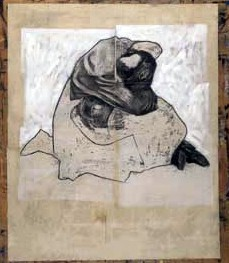
Pourquoi un homme accepte-t-il d'être battu ?
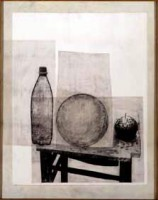
Le prix d'un homme 1

## Peinture et mathématiques
Les mathématiques ont servi à Maurice Matieu d’axe et de support de réflexion dans sa pratique quotidienne de la peinture. Elles sont selon lui une référence et une méthode pour dépister ce qui n'a pas été pensé, l'idéologie cachée, à l'image de l'équation mathématique qui permet la construction d'une surface.
Elles fournissent également des matériaux utilisés continument par le peintre dans sa réflexion et dans ses œuvres : suites, zelliges détruisant la causalité linéaire, courbes de Peano, passant par tous les points d'une surface sans se couper, pavages pentagonaux, avec l'invention ou la redécouverte de polygones irréguliers permettant de couvrir la totalité du plan sans définir de direction privilégiée, permutations, par exemple des méduses, des oiseaux ou des feuilles de philodendrons de Henri Matisse, projections, où les ombres se substituent au modèle, puzzles construisant et déconstruisant la forme, du carré au triangle, groupes et structures algébriques. Idéologie ou remplissage, il s'agit en tout cas de répondre à un défi intrinsèque à la peinture : l'absence de relation d'ordre dans une surface plane,.
Exemples d'utilisation par Maurice Matieu de tables d'opération d'une structure algébrique
Placement de motifs d'Henri Matisse sur un plan

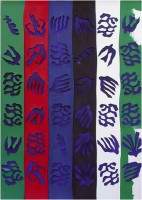
Remplissage aléatoire (décimales de Π en base 6)
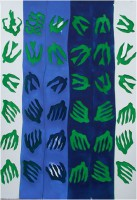
Structure faible (demi-groupe non commutatif)
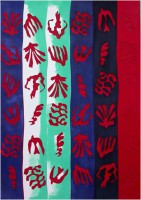
Structure forte (groupe non commutatif)

## Autres thèmes et motifs récurrents
Le politique, les mathématiques et la peinture forment un triangle premier pour Maurice Matieu, mais d’autres thèmes traversent son œuvre, comme par exemple :
- parmi les silhouettes, celle du philosophe Jean-Paul Sartre, notamment dans la série Dérisoires,  Jean-Paul Sartre de dos[22], qui fait évoquer à Juliette Simont le retour du philosophe dans la Caverne des Ombres[23] ;
- le ou les fauteuils vides, en rotin ou d’invalide[24], apparaissant notamment dans la série du Banquet[25], et dans un tableau intitulé Les Fauteuils ou la Conquête du pouvoir par le programme commun de la gauche exposé brièvement au Grand Orient, à Paris, puis retiré[26] ;
- les portraits, non de commande, mais d’amis de longue date ou d’interlocuteurs[27], dont une des séries est intitulée Les iguanodons ou les inutiles ;
- d'insistantes figures féminines, comme dans la série Voir Hélène en toute femme ou dans celle des Demoiselles du quai de Loire, femmes de chair ou aux toges barbares, aux postures douloureuses ou érigées[28], sur certaines desquelles se pose un regard tendre :

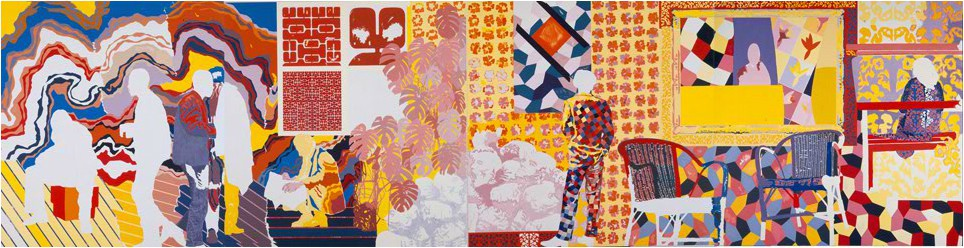
Maurice Matieu - La mirada ou la tendresse du regard - Huile sur toile, 4 panneaux de 200 x 200 cm. 1984

## Publications
Parallèlement à sa pratique picturale, Maurice Matieu a eu une activité éditoriale donnant la parole aux artistes. En 1989, avec le philosophe Jean Borreil, il a créé "Regards sur le regard" au Collège International de Philosophie (Ciph), rencontre entre philosophes et artistes plasticiens qui constitua par la suite la rubrique Ateliers de la revue du Ciph, Le cahier du collège international de philosophie, devenue Rue Descartes. Y ont été publiés les Ateliers de Jean Ipousteguy, Eduardo Arroyo, Gilles Aillaud, Anselm Kiefer, Julio le Parc, Daniel Buren, Guy de Rougemont, Valerio Adami, Takis, et Hervé Télémaque,.
S'y rattachent La ronde ou le peintre interrogé, d'Armelle Auris, entretiens avec Philippe Sergeant (L'Harmattan, 1991), et Esthétique de l'écart, Atelier-I, texte établi par Armelle Auris sous la responsabilité de Jean Borreil et de Maurice Matieu (L'Harmattan, 1994).
Il est également auteur ou coauteur de plusieurs livres en relation avec son travail pictural. On retiendra notamment : Au bord du signe (Verdier, 1981), poèmes de Georges Herment, dessins de Maurice Matieu, Voir Hélène en toute femme (Les Empêcheurs de penser en rond, 2000), en collaboration avec la philosophe Barbara Cassin, La Banalité du massacre (Actes Sud, 2001), Posthume sur mesure (Éditions du Regard, 2007), Autobiographie par la forme (Actes Sud, 2009), La Candelaria, Gaza et autres banalités (Actes Sud, 2011), J'appellerai mon fils insurrection. Assis, debout, avec un texte de Juliette Simont et des photographies de François Boissonnet (Actes Sud, 2014).

## Politique sans peinture
L'engagement politique de Maurice Matieu a été un engagement personnel et non un engagement de parti. Il a pris racine dans le rejet de la guerre d'Algérie. Président du comité de grève de Jussieu pendant mai 68, il essaya d'y faire avancer des idées qui n’avaient pas pu s’exprimer dans des combats menés auparavant. Responsable de la commission paysanne du Groupe pour la Fondation de l'Union des Communistes Français (1970), il a établi des liens entre paysans et intellectuels, qui ont débouché sur un succès de la grève des salariés du domaine du marquis de Rozambo à Solférino et une rencontre avec le paysan petit fermier Claudius Descours, cofondateur de l'Association des paysans travailleurs de la Nièvre. Il a contribué à l'organisation de brigades d'étudiants qui intervenaient dans les fermes en y travaillant et en soutenant les revendications des paysans ou leurs familles.

## Principales expositions

### Expositions personnelles
- 1971, Peintures et dessins de 1967 à 1971, Maison de la culture d'Orléans
- 1976, Galerie Harry Jancovici (Paris) ;
- 1977, Galerie Mosciki (Bruxelles) ;
- 1977, Galerie Théo, Madrid ;
- 1978, Matieu,1966-1977, Musée du Grand Orient, (Paris)
- 1982, Prologue de Babel, Galerie Vivian Veteau (Paris) ;
- 1984, Babel, le sentiment d'un regard, Musée d'art contemporain (Angoulème)
- 1984, Dérisoire, Le Méjan (Arles) ;
- 1985, La Mirada ou la tendresse d'un regard, Musée Puig (Perpignan) ;
- 1986-87, Le Banquet, Galerie Pascal Gabert (Paris) Galerie am Savignyplatz (Berlin) ;
- 1988, Kunst Konzentriert, Europäische Kunst in Berliner Galerien (Berlin) - Galerie Altes Rathaus (Inzlingen, RFA);
- 1991, Les Demoiselles (dessins), Galerie Pascal Gabert (Paris) ;
- 1994, Retrospective 1964-1994, Entrepôts du quai de Loire (Paris) ;
- 1995-96, Robespierre, Saint Martin du Méjan (Arles) ;
- 1995-96, Babel et le Banquet, Abbaye de Montmajour (Arles) ;
- 1995-96, L'insoumission, Château du Roi René (Tarascon) ;
- 1996, Rêver à Robespierre, La Manufacture des œillets (Ivry) ;
- 1996-1997, L'abandon du politique, Galerie Pascal Gabert (Paris) ;
- 2000, Ecce Homo, Ecce Homines, Chapelle de la Sorbonne (Paris) ;
- 2001, La banalité du massacre, Voir Hélène en toute femme, Péano, Chapelle Saint-Martin du Méjan (mai-juin, Arles) et École Normale Supérieure, (septembre, Lyon) ;
- 2003, La banalité du massacre, Parlement Européen (avril, Bruxelles) ;
- 2004, Les fleurs bêtes, La Maison de la Bibliophilie (Paris) ;
- 2005, Maurice Matieu, Galerie am Savignyplatz (Berlin);
- 2007, Ecce homines Ecce homo, Rêver à Robespierre, Musée d’Ixelles (Bruxelles)
- 2007, Animal à deux pattes sans plumes, Galerie J. Bastien (Bruxelles) ;
- 2009, Animal sans plume à deux pattes de Diogène à Samuel Beckett, Chapelle du Méjan (Arles) ;
- 2009, La banalité du massacre. Galerie municipale Julio Gonzales (Arcueil) ;
- 2010, Deleuze. Matisse. Beckett, Musée d'art moderne (Collioure) ;
- 2010-2011, Ombres, Musée d'art moderne (Collioure) ;
- 2012, La Candelária, Gaza et autres banalités, Chapelle du Méjan (Arles) ;
- 2014, J'appellerai mon fils insurrection Assis Debout, Chapelle Saint-Laurent (Arles) ;
- 2017, La ronde, l'inoubliable joie de vivre, Usine Utopik (Tessy-Bocage) ;
- 2019, Les gestes du regard, La Ruche (Paris) ;
- 2020, La banalité du massacre, Maison du département (Saint-Lô) ;
- 2021, Maurice Matieu - L'ombre et la forme, Abbaye de Hambye (Hambye) ;
- 2022, Maurice Matieu - L'ombre et la forme, Abbaye de Hambye (Hambye).

### Expositions collectives
- 1965, Cinq peintres et un sculpteur, Galerie Maeght (Paris) ;
- 1966-1967-1969-1974, Salon de mai (Paris) ;
- 1968, Journées des intellectuels pour le Vietnam, Hall d'exposition de la Porte de Versailles (Paris) ;
- 1972-1973-1974-1976, Salon de la Jeune Peinture (Paris) ;
- 1975, Pavillon d'Europe, avec Aillaud, Monory Erro Ipousteguy (Séoul) ;
- 1976, Dies anos de Galeria Theo, Galerie Théo (Madrid) ;
- 1976, Peintures au congrès de la CFDT avec Balmes Cueco, Le Parc, Netto, Pignon-Ernest, Rancillac (Annecy) ;
- 1978, Exposition internationale pour la Palestine, Université Arabe de Beyrouth (Beyrouth)[34]
- 1979, Encrage-Passage, lithographies originales de l'Atelier Franck Bordas, avec Rougemont, Galerie Le dessin (Paris) ;
- 1985, Dissonances, avec Gilles Aillaud, Guy de Rougemont, Toroni (Arles) ;
- 1986, Sartre et ses peintres, avec Calder, Giacomette, Lapoujade, Masson, Miro, Rebeyrolles, Wols, Musée d'art moderne (Londres) ;
- 1987, Sartre et l'arte, Villa Médicis (Rome) ;
- 1988, Le corps et ses images, Maison de la culture (Saint Michel sur Orge) ;
- 1991-1994-1996-1999-2001, Galerie Pascal Gabert (Paris) ;
- 1997, Autour d'Aimé Césaire, Palais de l'UNESCO (Paris) ;
- 1997, Autour d'Aimé Césaire, (Musée d'art moderne de Fort de France ; Rio de Janeiro ; Sao Paulo) ;
- 2014, Mano a Mano, avec Eduardo Arroyo, Le Capitole (Arles) ;
- 2019, Pour un musée en Palestine, UNESCO (Paris)[35].

### Organisation d'expositions
- Dissonances, Le Méjan (Arles, 1985) ;
- Artistes contemporains irakiens, Institut du Monde Arabe (Paris, 4 juillet-10 septembre 2000)[10].

#### Entretiens avec Maurice Matieu
- Nicole Mathieu, « Maurice Matieu : inventer un rapport entre peinture, mathématiques et politique ?, propos recueillis par Nicole Mathieu », Natures Sciences Sociétés, vol. 16, no 1,‎ 2008, p. 52-56 (ISSN 1240-1307, lire en ligne) ;
- Jean-Claude Meunier, Entretiens avec Matieu, Editions Verdier, 1984, 24 p.
- Armelle Auris, Maurice Matieu et Philippe Sergeant, «La ronde, ou, Le peintre interrogé», Éditions L'Harmattan, 1991, 61 p. (ISBN 2-7384-1048-0, OCLC 32386684) ;
- François Dérivery : «Deux entretiens : François Derivery, Maurice Matieu», E.C. Editions, 2000, 44 p. (ISBN 978-2-911105-31-9, OCLC 45558537).
- France-Culture, émission « A voix nue », 12-15 décembre 1989 ;
- Entretien avec Abdelwahab Meddeb, France-Culture, émission Culture d'Islam, 27 mars 2005.

#### Écrits sur Maurice Matieu
- Dans Posthume sur mesure, Maurice Matieu, Regard, 2006, 158 p. (ISBN 2-84105-209-5, OCLC 470715397) :
  - Alain Badiou : «L'avenir du portrait», p. 51 ;
  - Joan Borreil : «Première lettre à Matieu», p. 143 et «Deuxième lettre à Matieu», p. 159 ;
  - Barbara Cassin : «Un mathématicien est un peintre est un peintre est un peintre», p. 25 ;
  - Stéphane Douailler : «Entretien avec Stéphane Douailler», p. 7 ;
  - Abdelwahab Meddeb : «Ode pour Matieu», p. 79 ;
  - Jacques Rancière : «L'ombre d'un philosophe», p. 87 ;
  - Philippe Sergeant : «Rencontre», p. 105 et «Mourir doit être une expérience passionnante», p. 139 ;
  - Juliette Simont : «Une sombre protestation pensante», p. 33 ;
  - Pierre Verstraeten : «Le mystère Matieu», p. 115 ;
- Jean Borreil, «Ces fauteuils, nous dit le titre, seraient ceux d'un banquet», Galerie Pascal Gabert, 1986 (lire en ligne)
- Jean Borreil : «Les Demoiselles : Lettres de Joan Borrell à Maurice Matieu», Céret, Musée d'Art Moderne, 1994 (ISBN 2-901298-18-4, OCLC 45908309) ;
- Jean Borreil : «Dissonances : Aillaud, Matieu, Rougemont, Toroni», Actes Sud, 1985, 64 p. (ISBN 978-2-86869-044-9, OCLC 18908768) ;
- Odile Crespy : Odile Crespy, « Le peintre matieu, un horsain manchois », Études normandes,‎ septembre-novembre 2020, p. 42-43
- Stéphane Douailler : «Maximilien Robespierre, moulages 2», revue La Mazarine, automne 2000 ;
- Luis Fabrega : (es) « Matieu el arte como veraz espejo », Guadalimar Revista bimestral de las artes,‎ 1977, p. 54-55 (ISSN 0210-1254, lire en ligne) ;
- Jean-Clet Martin : «Le dérobement d'Hélène», dans Figures des temps contemporains, Paris, Éditions Kimé, 2001, 202 p. (ISBN 2-84174-251-2, OCLC 465861460) ;
- Nicole Mathieu, « De l'urbain au rural : d'un lieu à l'autre, le même art d'habiter », Revue de l'Académie d'agriculture,‎ 2018 (lire en ligne, consulté le 9 novembre 2019) ;
- Philippe Sergeant, «Maurice Matieu : L'insoumission», Actes Sud, 1995, 104 p. (ISBN 978-2-7427-0736-2, OCLC 743058680)
- Juliette Simont : « La pensée muette. À propos de la peinture de Maurice Matieu », Les Temps Modernes, no 627,‎ 2004, p. 297–302 (ISSN 0040-3075, lire en ligne, consulté le 28 janvier 2017) ;
- Matthias Tripp : «Maximilien Robespierre : pour Maurice Matieu, Saint-Martin du Méjan, Arles, Actes sud», 1995, 32 p. (ISBN 978-2-7427-0737-9, OCLC 35768402) ;
- Patrick Vauday : « Maurice Matieu : l'ombre de l'égalité », Les Temps Modernes, no 660,‎ 2010, p. 82–87 (ISSN 0040-3075, lire en ligne, consulté le 28 janvier 2017).
- Patrick Vauday : "Art et politique : Courbet et Matieu", revue La Mazarine, 2000.

#### Liste des publications de Maurice Matieu (auteur, coauteur ou sous la responsabilité de)
- Georges Herment et Maurice Matieu, Au bord du signe, Lagrasse, Verdier, 1981, 36 p. (ISBN 2-86432-015-0, OCLC 54125126) ;
- Texte établi par Armelle Auris, sous la responsabilité de Jean Borreil et Maurice Matieu, «Ateliers. I, Esthétique de l'écart», Ed. l'Harmattan, 1994 (ISBN 2-7384-2416-3, OCLC 417068789) ;
- Barbara Cassin, Maurice Matieu, Philippe Pignarre et François Boissonnet, Voir Hélène en toute femme, Les Empêcheurs de penser en rond, 2000, 208 p. (ISBN 2-84324-138-3, OCLC 43614978) ;
- Maurice Matieu, La banalité du massacre, suivi de la lettre de Paul Cézanne à Felix Klein et autres textes, Actes Sud, 2001, 80 p. (ISBN 978-2-7427-3287-6) ;
- Maurice Matieu, Sous X Illustration de Barbara Cassin, suivi de "Matieu, l'absent" de Philippe Sergeant, Acte sud, 2003, 64 p. (ISBN 978-2-7427-4364-3) ;
- Maurice Matieu, Autobiographie par la forme, Actes Sud, 2009, 134 p. (ISBN 978-2-7427-8285-7, OCLC 495320678) ;
- Nicole Mathieu et Maurice Matieu, « Habiter la Rayrie (Manche). Au croisement de deux sensibilités », dans Une Normandie sensible : Regards croisés de géographes et de plasticiens, Presses Universitaires de Caen, 30 août 2012 (lire en ligne), p. 73-78 ;
- Maurice Matieu, La Candélaria, Gaza et autres banalités... suivi de Antonin Artaud Chiote à l'esprit, Actes Sud, 2014, 85 p. (ISBN 978-2-7427-9778-3) ;
- Maurice Matieu, J'appellerai mon fils Insurrection : assis, debout, Actes Sud, 2014 (ISBN 978-2-330-03228-9, OCLC 884237525)
- Maurice Matieu, choses vues et faufilées, Usine Utopik, 2017 (ISBN 978-2-9541-7580-5).